# Tacharanite
La tacharanite est un minéral de silicate d'aluminium et de calcium hydraté (C-A-S-H) de formule chimique générale Ca12Al2Si18O33(OH)36 ressemblant à la tobermorite, minéral de silicate de calcium hydraté (C-S-H). On la trouve souvent en assemblage minéral avec des zéolites et avec d'autres silicates de calcium hydratés.
Les phases minérales C-S-H et C-A-S-H sont des produits d'hydratation importants des ciments mais peuvent également être découvertes, certes moins fréquemment, dans certains environnements géologiques naturels. Les spécimens dans la nature sont rares et de petite taille (souvent disponibles en quantité limitée) mais souvent bien cristallisés tandis que les phases cimentaires hydratées sont désordonnées et cryptocristallines ou amorphes avec une stœchiométrie mal définie, dénotée par l'utilisation de tirets dans les abréviations C-S-H et C-A-S-H.

## Étymologie
La tachanarite a été nommée par Sweet et al. (1961) à partir du mot gaélique « tacharan », un changeling, « un objet ou une chose laissé à la place d'une chose volée » faisant allusion à l'instabilité initialement présumée de ce minéral car après le premier examen photographique aux rayons X, on pensait être instable lorsqu'il est exposé à l'air et susceptible de se décomposer en tobermorite et gyrolite. Le nom tachanarite a été inspiré à la fois par la nature du comportement minéral supposé et par la richesse du folklore associé à l'île de Skye où elle a été trouvée.

## Stabilité de la structure cristalline
Selon Sweet et al. (1961) et Cliff et al. (1975), la tacharanite présente des ressemblances étroites avec la tobermorite, un minéral silicate de calcium hydraté (C-S-H), mais en diffère également de manière significative en raison de la présence d'aluminium dans son réseau cristallin, ce qui en fait un membre de la famille des silicates d'aluminium et de calcium hydratés (en) (C-A-S-H). La tacharanite a une structure cristalline monoclinique.
Cliff et al. (1975) ont également étudié la stabilité de la tacharanite dans l'air mais n'ont pu mettre en évidence aucune altération. Les résultats de leur étude contredisent donc ceux de 1961, décrivant la transformation de la tacharanite en un mélange de tobermorite et de gyrolite qui fut la principale source d'inspiration pour le nom du minéral.
L'explication possible de cet écart pourrait résider dans la nature impure et la quantité assez limitée des échantillons minéraux que l'équipe de Sweet ont étudié : ils n'ont travaillé que sur 29 mg d'un mélange complexe de plusieurs minéraux très difficiles à séparer (dont tacharanite, tobermorite et gyrolite...) et nichés dans les vésicules d'une intrusion de roche olivine-diabase.
En 2007, une équipe de minéralogistes de l'Académie russe des sciences de Moscou (Organova et al., 2007) a réévalué en profondeur la structure cristalline du minéral avec un plus grand nombre d'échantillons. Ils ont dérivé un modèle de la structure de la tacharanite à partir de la structure de la tobermorite et ont également établi une relation éventuelle avec une structure de type zéolite. Sur cette base, ils ont proposé un mécanisme hypothétique de formation prenant en compte la présence globale et étroite de zéolite dans les systèmes où se trouve la tacharanite.

## Composition chimique de l'hydrate
La composition chimique générale de la tacharanite est officiellement écrite comme suit :  Ca12Al2Si18O33(OH)36, ce qui équivaut à Ca12Al2Si18O33O69H36 sans expliciter les groupes OH.
Cependant, la composition de la tacharanite est parfois rapportée comme Ca12Al2Si18O51·18H2O, ou comme Ca12Al2[Si6O17]3·18H2O, notations équivalentes plus explicites pour la structure silicatée.
Enfin, une formule énigmatique moins hydratée : Ca12Al2Si18O15(OH)2·3H2O est présente dans le rapport de synthèse sur l'analogue naturel de Maqarin en Jordanie.
La teneur en calcium, aluminium et silicium maintient les ratios relatifs : Ca12Al2Si18. Cependant, le nombre d'atomes d'oxygène ou de groupes d'hydroxydes (OH) peut varier en fonction de la source documentaire et n'est donc pas fixé, légitimant peut-être la signification de la racine tacharan dans le nom du minéral. Cet aspect doit être arrêté et validé avant d’effectuer des calculs de modélisation géochimique.

## Occurrences naturelles

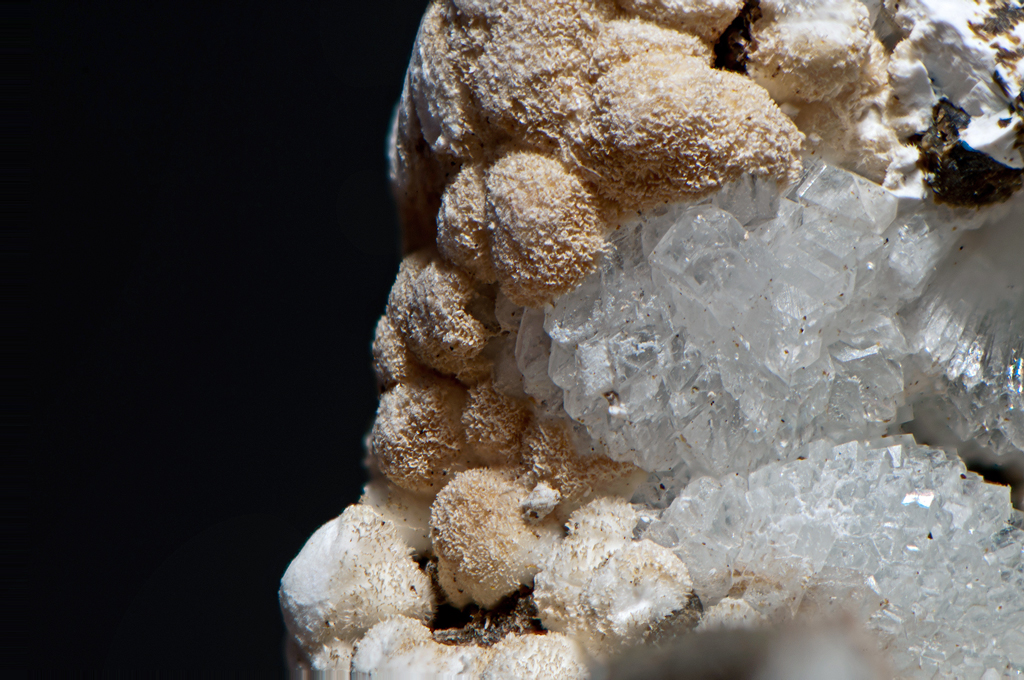
Tacharanite sphérique de couleur crème sur naphilipsite blanche (une série minérale du groupe des zéolites) de Palagonia, en Sicile, Italie (largeur de vue : 1 cm).

La tacharanite a été identifiée pour la première fois par Sweet et al. (1961) dans des vésicules d'olivine-dolérite (ou diabase) — roche ignée intrusive à grains fins injectée dans une veine de la roche mère — sur un petit affleurement à Portree dans l'île de Skye, Hébrides intérieures, dans les hautes terres d'Écosse, au Royaume-Uni. La tacharanite y est associée à d'autres silicates de calcium hydratés comme la tobermorite, la gyrolite et la xonotlite ; et à des zéolithes comme les aluminosilicates : laumontite, mésolite, thomsonite et analcime également trouvés dans les localités voisines. Sweet et al. (1961) présumait qu'il s'agissait d'un nouveau membre du groupe de la tobermorite.
En 1961, la tacharanite a également été découverte sur l'île de Tasmanie en Australie par Sutherland de façon presque synchronique avec Sweet qui a publié ses résultats trop tard.
L'occurrence naturelle de tacharanite a également été prise en compte dans les études de caractérisation et de modélisation géochimique des sites naturels analogues de Khusaym Matruk et Maqarin (centre et le nord de la Jordanie), où des panaches alcalins naturels ont pénétré la formation rocheuse par la diffusion de fluides très basiques au pH élevé.
La tacharanite est également présente dans les dykes clastiques du bassin d'Hatrurim (rive ouest de la mer Morte) étudiés comme analogues naturels du béton alcalin.
Des études d'analogues naturels inspirées des premières publications sur les silicates de calcium naturels hydratés, étroitement liés à la chimie du ciment, sont réalisées pour mieux comprendre le comportement d'une perturbation alcaline se formant près des galeries de stockage de déchets radioactifs cimentaires. On connait une cinquantaine de gisements dans le monde.

## Produits d'hydratation du ciment
Les phases C-S-H (le « ciment colle ») et C-A-S-H sont des phases essentielles de la pâte de ciment durcie (HCP) contribuant au développement de la résistance du béton. Ils sont formés par l'hydratation du clinker de ciment et du laitier en granulés de haut fourneau broyés (GGBFS). Harry FW Taylor, éminent chimiste du ciment à l'Université d'Aberdeen (Écosse, Royaume-Uni), fut un pionnier et un artisan infatigable dans leur caractérisation détaillée,,,. Ceci explique l'intérêt de Taylor, Cliff et de leurs collègues pour réévaluer en 1975 la structure cristalline et la stabilité de la tachanarite, plus d'une décennie après les deux découvertes parallèles en 1961 du minéral par Sweet et al. à Portree (île de Skye, Écosse) et par Sutherland en Tasmanie.

## Interactions ciment-argile
La tacharanite a suscité un intérêt particulier dans la recherche portant sur les analogues naturels, visant à explorer les éventuels impacts d'un panache alcalin se formant autour d'un site de stockage de déchets hautement radioactifs.
Dans le cadre du stockage géologique des déchets hautement radioactifs et du combustible nucléaire épuisé, de grandes quantités de béton seront utilisées à proximité d'un dépôt géologique en profondeur. Les matériaux cimentaires seront utilisés comme matrice pour immobiliser les déchets, comme matériaux tampons, comme matériau de remblai, et également pour couvrir les galeries à sous la forme de béton projeté et de blocs de béton. Le pH élevé qui règne dans l'eau interstitielle du béton est bénéfique pour l'immobilisation des radionucléides (faible solubilité, forte sorption et limitation de l'activité microbienne). Depuis le milieu des années 1980, de nombreuses études ont été initiées à la suite des travaux pionniers d'Atkinson et al. (1985, 1988, 1990) pour le compte de l'Autorité britannique de l'énergie atomique afin d'évaluer la dépendance temporelle du pH dans un dépôt de déchets radioactifs,,. De manière simultanée, il se pose également la problématique de la perturbation géochimique induite par la propagation d'un panache alcalin au sein d'un environnement argileux. En effet, l'intégrité de la zone adjacente au site de stockage pourrait être menacée du fait que d'importantes quantités de béton entreront en contact direct avec la roche hôte, qu'il s'agisse d'une formation sédimentaire argileuse ou granitique. L'eau interstitielle de la pâte de ciment durcie (HCP) du béton est hyperalcaline (pH élevé). Lorsque le ciment Portland est utilisé, l'eau de ciment jeune (YCW) riche en potasse (KOH) et en soude (NaOH) a initialement un pH très élevé aux alentours de 13,5. Lors des étapes de dégradation du ciment suivantes, l'eau de ciment dégagée (ECW) n'affiche plus qu'un pH de 12,5 contrôlé par la dissolution de la portlandite (Ca(OH)2). Les anions hydroxyde (OH-) libérés par le béton au contact des eaux interstitielles argileuses, ou des eaux souterraines granitiques, se diffusent lentement dans la formation géologique hôte où ils interagissent avec les différentes phases minérales de la roche environnante. À l'intérieur d'une galerie remblayée et dans les scellements de galeries et de puits, ce processus aura un impact similaire sur les minéraux argileux présents dans le matériau tampon en bentonite. Les interactions eau-roche conduisent à des réactions complexes de solvatation et de précipitation à l’interface entre les matériaux ciment et argile. Les principaux produits de réaction d'un panache alcalin dans l'argile sont des silicates de calcium hydratés (CSH) et des zéolites contribuant potentiellement à colmater la porosité de l'interface ciment-argile.
Comme la tacharanite fait partie de la famille des silicates hydratés de calcium et d'aluminium (C-A-S-H), elle a également été identifiée comme un potentiel nouveau minéral dans le contexte des interactions entre le ciment et l'argile, et prise en compte dans les études de modélisation géochimique,.

## Lectures complémentaires
- (en) J. D. C. McConnell, « The hydrated calcium silicates riversideite, tobermorite, and plombierite », Mineralogical Magazine and Journal of the Mineralogical Society, vol. 30, no 224,‎ mars 1954, p. 293–305 (ISSN 0369-0148, DOI 10.1180/minmag.1954.030.224.02, Bibcode 1954MinM...30..293M)
- (en) Emily, Sarah Hodgkinson, The mineralogy and geochemistry of cement/rock interactions – PhD thesis (Proquest number 10729393), The University of Manchester (United Kingdom), 1998 (lire en ligne)
- (en) Emily S. Hodgkinson et Colin R. Hughes, « The mineralogy and geochemistry of cement/rock reactions: high-resolution studies of experimental and analogue materials », Geological Society, London, Special Publications, vol. 157, no 1,‎ janvier 1999, p. 195–211 (ISSN 0305-8719, DOI 10.1144/GSL.SP.1999.157.01.15, Bibcode 1999GSLSP.157..195H, S2CID 129652188)
- (en) David Savage, David Noy et Morihiro Mihara, « Modelling the interaction of bentonite with hyperalkaline fluids », Applied Geochemistry, vol. 17, no 3,‎ mars 2002, p. 207–223 (ISSN 0883-2927, DOI 10.1016/S0883-2927(01)00078-6, Bibcode 2002ApGC...17..207S)